# Scott Pruett

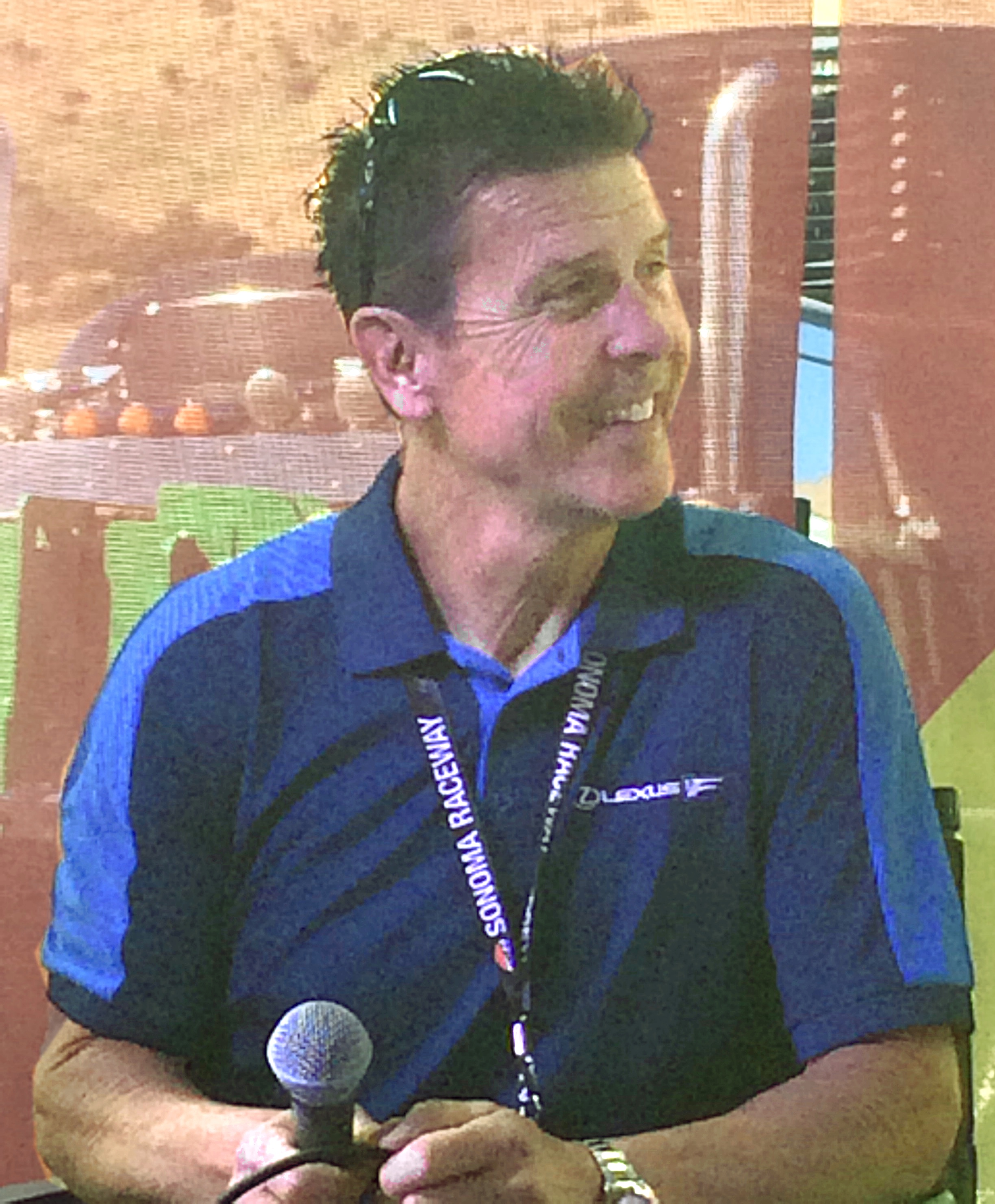
Scott Pruett 2018

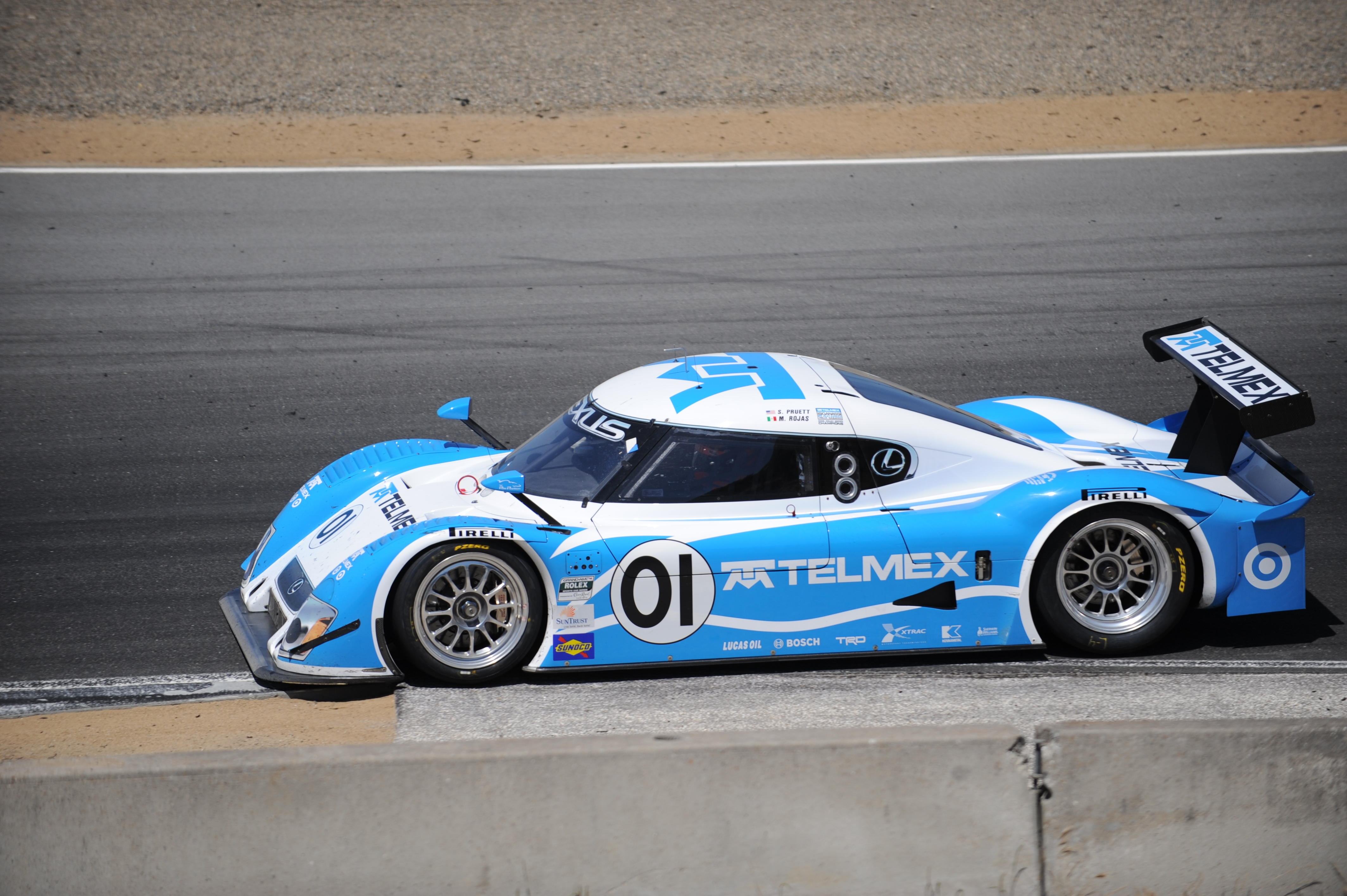
Der von Pruett gefahrene Ganassi-Riley MkXXVI

Scott Donald Pruett (* 24. März 1960 in Sacramento) ist ein ehemaliger US-amerikanischer Autorennfahrer.

## Karriere als Rennfahrer
Scott Pruett war in seiner über vier Jahrzehnte gehenden Karriere einer der erfolgreichsten US-amerikanischen Autorennfahrer. Er fuhr unter anderem in der Champ Car World Series, der NASCAR und gewann zehn Sportwagen-Meisterschaften. Viermal gewann er das 24-Stunden-Rennen von Daytona und einmal das 12-Stunden-Rennen von Sebring.

### Sportwagenrennen
Im Alter von acht Jahren bestritt er sein erstes Kartrennen und erreichte in der Folge zehn nationale Meistertitel. 1984 wechselte er in den GT-Sport und fuhr eine komplette IMSA-Saison. Die erste seiner vielen Meisterschaften gewann er 1986, als er auf einem Ford Mustang von Roush Racing die GTO-Klasse der IMSA-GTP-Serie als Saisonerster beendete. Teamkollege war Bruce Jenner, der als Mann bei den Olympischen Sommerspielen 1976 den Zehnkampf für sich entschied und 2015 bekanntgab eine trans-Frau zu sein und den Vornamen in Caitlyn änderte. In den 1980er-Jahren war Jenner sein regelmäßiger Teamkollege, mit dem Pruett beim 12-Stunden-Rennen von Sebring 1986 den ersten Klassensieg bei diesem Langstreckenrennen gewann. 28 Jahre später siegte er 2014 in Sebring im Ganassi-Riley MkXXVI. Teamkollegen waren Memo Rojas und Marino Franchitti. Pruett startete beinahe 30 Jahre für das Team von Chip Ganassi. Alle vier Daytona-Gesamtsiege – 2007, 2008, 2011 und 2013 – erreichte er mit Rennwagen des Rennstalls.
Mit 64 Gesamt- und 10 Klassensiegen, 45 zweiten und 31 dritten Rängen war er der erfolgreichste Rennfahrer im nordamerikanischen Sportwagensport. Zu den Einzelsiegen kamen fünf Grand-Am-Meisterschaften (2004, 2008, 2010, 2011 und 2012), drei IMSA-Titel (1986 und 1988) sowie die Trans-Am-Meisterschaften 1987, 1994 und 2003.

### Monopostorennen
Die Champ-Car-Zeit von Pruett dauerte von 1988 bis 1999 und umfasste 145 Einsätze. In der Erfolgsstatistik stehen zwei Rennsiege und fünf Pole-Positions. 15-mal beendete er ein Rennen unter den ersten Drei. Sein bestes Saisonergebnis war der sechste Rang 1998, herausgefahren mit den Reynard-Monopostomodellen 97 und 98I. Fünfmal ging Scott Pruett beim 500-Meilen-Rennen von Indianapolis an den Start, wo er 1989 auf einem Lola T89/00 mit dem zehnten Rang sein bestes Ergebnis bei diesem Rennen erreichte. 1990 hatte er einen schweren Trainingsunfall, bei dem er sich beide Beine brach. Pruett konnte vollständig genesen.

## Nach der aktiven Karriere
Scott Pruett, verheiratet und Vater von drei Kindern, betätigt sich gemeinsam mit seiner Ehefrau Judy als Hobbywinzer. Nach dem Ende seiner Fahrerkarriere arbeitete er als Kommentator beim US-amerikanischen Sport-TV-Sender Speed Chanel. 2021 kehrte er als Rennstratege des IndyCar-Neulings Jimmie Johnson zu Chip Ganassi Racing zurück.

## Statistik

### Le-Mans-Ergebnisse
| Jahr | Team            | Fahrzeug                | Teamkollege | Teamkollege      | Platzierung            | Ausfallgrund |
| ---- | --------------- | ----------------------- | ----------- | ---------------- | ---------------------- | ------------ |
| 2001 | Corvette Racing | Chevrolet Corvette C5-R | Ron Fellows | Johnny O’Connell | Rang 8 und Klassensieg |              |

### Sebring-Ergebnisse
| Jahr | Team                                   | Fahrzeug                   | Teamkollege      | Teamkollege       | Platzierung            | Ausfallgrund    |
| ---- | -------------------------------------- | -------------------------- | ---------------- | ----------------- | ---------------------- | --------------- |
| 1985 | Mike Meyer Daffy                       | Mazda RX-7                 | Paul Lewis       | Joe Varde         | Ausfall                | Zündungsschaden |
| 1986 | 7-Eleven Roush Racing                  | Ford Mustang               | Bruce Jenner     |                   | Rang 4 und Klassensieg |                 |
| 1987 | Roush Racing                           | Ford Mustang GTX Special   | Pete Halsmer     |                   | Rang 36                |                 |
| 1988 | Roush Racing                           | Mercury Merkur XR4Ti       | Pete Halsmer     |                   | Rang 11                |                 |
| 1993 | Rocketsports                           | Oldsmobile Cutlass         | Darin Brassfield |                   | Rang 10                |                 |
| 1994 | Brix Racing                            | Oldsmobile Cutlass Supreme | Price Cobb       | Tommy Riggins     | Ausfall                | Mechanik        |
| 2014 | Chip Ganassi Racing with Felix Sabates | Riley MkXXVI               | Memo Rojas       | Marino Franchitti | Gesamtsieg             |                 |
| 2015 | Chip Ganassi Racing with Felix Sabates | Riley MkXXVI               | Scott Dixon      | Joey Hand         | Rang 4                 |                 |
| 2016 | Action Express Racing                  | Chevrolet Corvette DP      | Eric Curran      | Dane Cameron      | Rang 2                 |                 |
| 2017 | 3GT Racing                             | Lexus RCF GT3              | Sage Karam       | Ian James         | Rang 34                |                 |